# Lakshmi Puri
Lakshmi Puri (1952) es una historiadora, embajadora y funcionaria india. 

## Biografía
Estudió en la Universidad de Delhi logrando un máster de la Universidad de Punjab en India.
Directora Ejecutiva Adjunta, Oficina de Apoyo Intergubernamental y Alianzas Estratégicas y Subsecretaria General de las Naciones Unidas.
Puri era embajadora y tuvo una distinguida carrera de 28 años en el Servicio Exterior de la India.
Tiene como empeño personal y político la igualdad de género. Posteriormente asumió interinamente el cargo de Directora Ejecutiva Adjunta de ONU Mujeres el 26 de marzo de 2013.